# Drogo de Altavilla
Drogo de Altavilla (c. 1010-10 de agosto de 1051) fue el líder de los normandos en Apulia, sucediendo en el puesto a su hermano Guillermo Brazo de Hierro, con quien llegó al sur de Italia c. 1035.

## Biografía
Junto con su hermano Guillermo luchó como mercenario en la campaña del Catapanato de Italia en Sicilia, bajo las órdenes de Jorge Maniaces (1038) y más tarde en las campañas contra los griegos de Apulia, esta vez en el ejército de Guaimario IV de Salerno, príncipe de Salerno. En 1042 los normandos eligieron a Guillermo como conde de Melgi, y Drogo recibió el feudo de Venosa de manos de Guaimario tras una división del territorio conquistado en doce partes. En 1044 y 1045 Drogo lucharía para su hermano en Apulia, tomando la ciudad de Bovino de los griegos.
En 1046, a la muerte de Guillermo, Drogo y Pedro I de Trani eran los principales candidatos a la sucesión. Drogo, recibiendo el apoyo de Guaimario, que era buen amigo de Guillermo, fue finalmente elegido sucesor, lo que pondría los cimientos a la aparición de la Casa de Altavilla como dinastía. Drogo, gracias a la mediación de Ranulfo Trincanocte, Conde de Aversa, se reconcilió con Guaimario. Ese mismo año volvería a atacar Apulia derrotando al Catapanato de Italia, dirigido por Estuaquio Palatino, cerca de Tarento. Mientras, su hermano Hunifredo, que había llegado a la región hacía poco, forzó a Bari a cerrar un tratado de paz con los normandos.
En 1047 Drogo capturó Benevento con el permiso del Emperador del Sacro Imperio. Sería un año lleno de acontecimientos: Primero recibió en matrimonio a la hija de Guaimario III de Salerno, y más tarde el emperador Enrique III le nombraría oficialmente Dux et magister Italiae comesque Normannorum totius Apuliae et Calabriae ("Duque y Maestro de Italia y Conde de los Normandos de toda Apulia y Calabria"), en lo que representaría el primer título legítimo y oficial de los normandos en Melfi. Al mismo tiempo Enrique despojó a Guaimario de su título como príncipe de Capua, entregándoselo a Pandulfo IV.
Durante el reinado de Drogo llegó también a Mezzogiorno su hermano, Roberto Guiscardo (c.1047). Drogo permaneció aliado a Guaimario y le prestó su ayuda militar contra Pandulfo en su contencioso por el condado de Capua. Sin embargo, Drogo sería incapaz de controlar a sus barones, que seguían practicando la guerra y el pillaje entre ellos, convulsionando el Mezzogiorno. Se vería obligado a exiliar a Roberto y a Ricardo Drengot, que se volvería contra él, siendo derrotado y capturado. Guaimario negociaría la iberación de Ricardo entre 1047 y 1048, año en el que Drogo mandaría una nueva expedición hacia Calabria a través del valle de Crati, cerca de Cosenza. Distribuyó los territorios conquistados y entregó a Roberto Guiscardo un castillo en Scribla para vigilar las entradas a su territorio. En 1050 tuvo que ayudar a Guaimario para poner fin a un rebelión en su territorio. 
En 1051 el papa León IX obligó a Drogo a prometer que terminaría con el pillaje normando, pero fue asesinado en Montoglio ese mismo año (probablemente a consecuencia de una conspiración bizantina dirigida por Argyro, el Catepán de Italia). Fue sucedido por su hermano menor Hunifredo de Altavilla tras un breve interregnum. 
Tuvo un hijo, Ricardo, que se uniría a la Primera Cruzada.